# سكوت ماكليلان
سكوت ماكليلان (بالإنجليزية: Scott McClellan)‏ (و. 1968 – م) هو موظف مدني، وكاتب من الولايات المتحدة الأمريكية ولد في أوستن، تكساس.
تولى منصب السكرتير الصحفي للبيت الأبيض (2003-07-15–2006-05-10) .

## التعليم
تعلم في جامعة تكساس، أوستن.

## روابط خارجية
- سكوت ماكليلان على موقع إن إن دي بي (الإنجليزية)